# Matt Murray
Matthew Murray (ur. 25 maja 1994 w Thunder Bay, Ontario, Kanada) – kanadyjski hokeista holenderskiego pochodzenia, gracz NHL; reprezentant Kanady.

## Kariera klubowa
- Sault Ste. Marie Greyhounds (2010-4.09.2013)
- Pittsburgh Penguins (4.09.2013 - )
  -  Wilkes-Barre/Scranton Penguins (2013-2016)

## Kariera reprezentacyjna
- Członek drużyny Ameryki Północnej na Pucharze Świata w 2016

## Sukcesy
Reprezentacyjne
- Srebrny medal mistrzostw świata: 2019

Klubowe
- Puchar Stanleya: 2016, 2017 z Pittsburgh Penguins

Indywidualne
- Występ w Meczu Gwiazd AHL w sezonie 2012-2013